# Glenn Bak
Pour les articles homonymes, voir Bak.
Glenn Bak, (né le 27 juin 1981 à Ølstykke au Danemark), est un coureur cycliste danois.

## Palmarès
- 1998
  -  Champion du Danemark du contre-la-montre par équipes juniors
- 1999
  - Champion des Pays nordiques du contre-la-montre juniors
  - 2e du championnat du Danemark du contre-la-montre par équipes juniors
  - 2e du championnat des Pays nordiques sur route juniors
- 2002
  - 6e étape de l'Olympia's Tour
- 2005
  - Nordsjællands Grand Prix
  - 3e de la Post Cup
- 2006
  - 3e du Challenge de Hesbaye
- 2007
  - 3e de Skive-Løbet
- 2009
  - 2e de la Post Cup

## Classements mondiaux
| Année           | 2007 | 2008 | 2009   |
| --------------- | ---- | ---- | ------ |
| UCI Europe Tour | 782e |      | 1 029e |